# Lillestrøm

Lillestrøm é o centro do município de Skedsmo no condado de Akershus, Noruega.
Em Agosto de 2004 a exposição comercial da Noruega deslocou-se de Sjølyst, Oslo para Lillestrøm.
A equipa local de futebol Lillestrøm S.K., participa na 1ª liga norueguesa de futebol (2005).